# Sapera

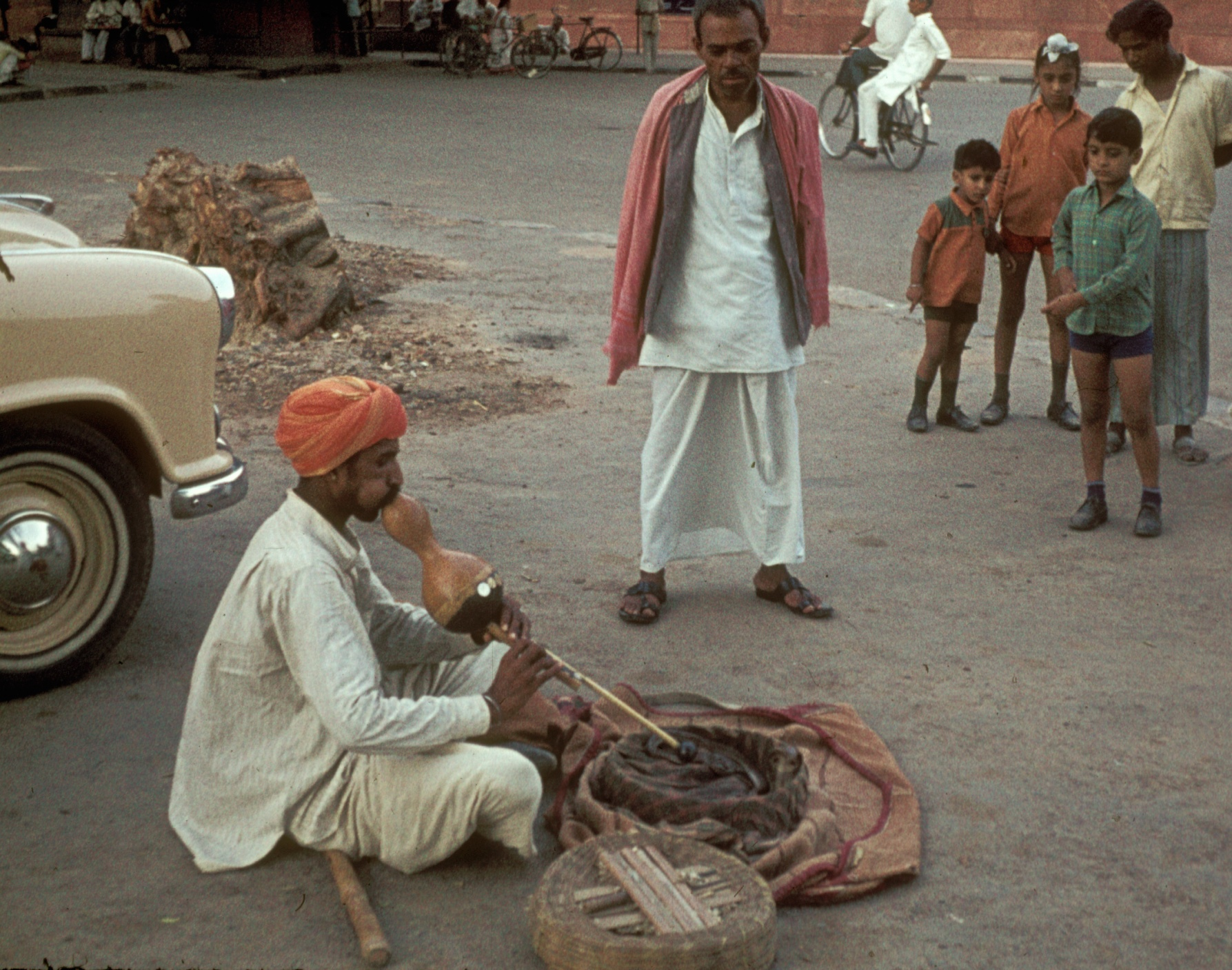
Sapera

Le terme sapera désigne une sous-caste en Inde, c'est-à-dire, une de ces nombreuses castes de professionnels (qu'on pourrait qualifier de "corps de métier"), dont les noms de famille des membres sont ainsi "Sapera". Ici, il s'agit de celui afférent au serpent (sap). Les saperas sont des chasseurs et des charmeurs de serpents.
Comme tous les métiers ayant trait au cuir ou à la mort, c'est une caste très mal vue, mais qui bénéficie d'un certain prestige du fait de ses risques et de son utilité. Ce sont eux qui vont faire partir un serpent d'une maison, ou qui vont extraire le venin d'une personne mordue.
Ils jouent une musique d'extase, d'ivresse et de transe, servant d'une part à dramatiser le spectacle, d'autre part à dédramatiser ses risques. Le serpent devient l'ami de l'homme et obéit à la musique : tel semble être la force "magique" du sapera, qui agit tel un chamane.
Ils sont très répandus dans toute l'Inde du nord, et rencontrent aujourd'hui des difficultés à exercer du fait de nouvelles lois concernant la protection des reptiles et des personnes.
Les serpents sont presque sourds, mais ils ressentent la moindre vibration par leur corps, et réagissent aussi et surtout, aux gestes des saperas.
Les instruments de musique sont très simples mais très puissants. Il s'agit du pungi, une sorte de clarinette rustique à un ou deux bourdons, jouée en souffle continu, si bien que le son rappelle celui de la cornemuse. Il est accompagné de petites percussions ou d'un deuxième pungi. Le répertoire est généralement folklorique ou populaire, notamment des derniers films à l'affiche...
Les saperas ont un hymne issu d'un film de Bollywood : Nagin. Ce film raconte l'histoire d'un sapera, et l'une de ses pièces musicales très connue est systématiquement jouée par tous les saperas.
Parmi les groupes composant cette caste, il y a les Kalbeliyas du Rajasthan, dont Gulabi Sapera est issue.